# Мејтланд (Флорида)
Мејтланд (енгл. Maitland) град је у америчкој савезној држави Флорида. По попису становништва из 2010. у њему је живело 15.751 становника.

## Демографија
Према попису становништва из 2010. у граду је живело 15.751 становника, што је 3.732 (31,1%) становника више него 2000. године.
| Група             | 2000.         | 2010.          |
| Белци             | 9.732 (81,0%) | 11.595 (73,6%) |
| Афроамериканци    | 1.169 (9,7%)  | 1.742 (11,1%)  |
| Азијати           | 262 (2,2%)    | 544 (3,5%)     |
| Хиспаноамериканци | 717 (6,0%)    | 1.642 (10,4%)  |
| Укупно            | 12.019        | 15.751         |